# Меншуткин, Борис Николаевич
Борис Николаевич Меншуткин (17 (29) апреля 1874, Петербург — 15 сентября 1938, Ленинград) — российский и советский химик, историк химии. Сын Николая Александровича Меншуткина.

## Биография
Родился 17 (29) апреля 1874 года в Петербурге. В 1895 году окончил Петербургский университет. В 1907 году стал профессором Петербургского политехнического института. Скончался 15 сентября 1938 года в Ленинграде.

## Научная деятельность
Меншуткин изучил методом термического анализа ряд двойных систем, состоящих из бромида и иодида магния, спиртов, эфиров, альдегидов, кетонов, кислот и других соединений. Исследовал двойные системы из хлорида алюминия, хлорида и бромида сурьмы(III), аренов. Впервые дал анализ физических и химических работ Ломоносова.